# 菅井悦子
菅井 悦子（すがい えつこ、本名: 和久井 悦子、わくい えつこ、1979年3月13日生）は、宮城県出身のファッションモデル。ヨガインストラクター。イデア所属。

## 来歴・人物
仙台在住時にノンノフレンドとしてモデルデビュー。その後、『non-no』の専属モデル（26代目ノンノモデル）を経て、『MORE』や『with』など多数のファッション雑誌で活躍している。文教大学文学部中退。
ダイエットの苦い経験を経てヨガに出会う。2009年、全米ヨガアライアンスを取得、レストラティブヨガやマタニティヨガを含む講師としても活躍中。2015年より独自メソッドである肉体造形ヨガ「UBY」を展開し、ボディメイクや食事指導を精力的に行う。2019年、日本食文化栄養協会を設立し理事長に就任。
2015年2月、結婚したことを自身のブログで報告。

## 出演

### 雑誌
- non-no（専属）
- MORE
- with
- Style
- MISS
- BAILA

### CM
- TOYOTA
- プレイステーション（SONY）
- ビオレ（花王）
- オルビス
- FREE&FREE（ライオン）
- Aptiva（IBM）
- ATTENIR